# Колективна живахност
Колективна живахност је социолошки концепт који је увео Емил Диркем. Према Диркему, заједница или друштво се понекад може састати и истовремено саопштити исту мисао и учествовати у истој акцији. Овакав догађај потом узрокује колективну живахност која узбуђује појединце и служи за уједињење групе.

## У религији
Колективна живахност основа је Диркемове теорије о религијама која је изнета у његовој књизи Основни облици религиозног живота из 1912. године. Диркем тврди да универзална религиозна нечисто-свето дихотомија произилази из живота чланова племена: највећи део својих живота проведу обављању у ропских послова као што су лов и сакупљање. Ови послови су нечисти. Ретке прилике на којима се цело племе окупља постало је свето, а висок ниво енергије повезан са овим догађајима усмерава се на физичке предмете или људе који такође постану свети.
За Диркема, религија је фундаментално друштвени феномен. Веровања и обичаји методе су друштвене организације. Ово је детаљно објашњено у Диркемовој књизи. Према Диркему, "бог и друптво су једно те исто... бог клана... може бити нико други него клан, али је клан преобликовао и замислио физички облик животиње или биљке која им служи као тотем."
Чланови групе доживљавају губитак индивидуалности и јединства са боговима, а према томе, по Диркему, и са групом.